# MMWT
 MMWT（Modern Medium Weight Tank）は、トルコのメーカー FNSSとインドネシアのメーカー ピンダッドとの戦車の共同開発プログラムである。別称として、カプランMT（トルコ）、ハリマウ／タイガー（インドネシア）などがある。

## 歴史
インドネシア政府とトルコ政府は2015年5月、3000万ドルと報道されている費用でインドネシア軍用のMMWTの共同開発に初めて合意した。プログラムの開発段階では最大37カ月の開発期間が見込まれて、最初のプロトタイプはトルコで、2番目はインドネシアで製造される予定であった。設計に関する知的財産は両国政府間で共有されることで合意された。 
2016年11月1日、2016 Indo Defence（IDEF 2016）展示会の期間中に、いくつかの技術仕様とともに、本戦車の最初のモデルが発表された。最も注目すべき点は、車両総重量が約35トンであること、また、ベルギーのCMIディフェンスが開発した105mmライフル砲を装備した砲塔を搭載しており、様々な砲弾を発射することが可能であることだった。 
2017年5月9日、IDEF 2017 展示会にて、この戦車の初のプロトタイプが公開された。この戦車は、コッカリル XC-8 105mmコンセプト砲塔またはコッカリル3105モジュラー砲塔のいずれかを装着することができる。さらに、この戦車はモジュラー装甲を採用しており、損傷を受けた際に素早く交換が可能である。 
2018年9月5日、FNSSの本部長はトルコのアナドル通信社に対し、この戦車はインドネシア軍の数ヶ月間の認定試験に合格し、大量生産の準備が整ったと語った。彼は、20から25台の最初のバッチは早ければ2018年後半にも発注可能であり、生産される戦車の総数は200から400台の間になる可能性が高いと述べた。 
2020年2月7日、MMWTの量産開始が発表された。
2024年10月2日、インドネシア国防省はハリマウの第一次注文分18台の納入が完了したと発表した。

## 設計

### 武装
MMWTにはCMI製のコッカリルCT-CV 105HP(高圧)105mmライフル砲を搭載しており、砲身には排煙器と被筒を装着している。砲塔は自動装填装置を装備し、電子的にも機械的にも360度回転可能で、最大42度から-6度までの俯仰が可能で、ジャイロスタビライザーと射撃統制システムを装備する。また、IFFシステム、目標選択のためのハンターキラーシステム、射手を支援する目標自動追尾システムを装備している。 
この銃はTPCSDS-T、HEP-T、HE4 TP2砲弾でテスト発射され、NATO標準の105mm砲弾の発射が可能。 
- M1060CV | 弾速1620 m/s、貫徹力560mm相当（RHA換算、60度・距離2000mから）
- M1061 HEAT（対戦車榴弾） | 弾速1173 m/s、RHA貫通 >400mm（60度・1500mから）
- M393 A3 HESH（粘着榴弾）| 弾速732 m/s
- M416 Smoke | 弾速731 m/s
- M1204 Smoke | 弾速1173 m/s

### 装甲
MMWTの車体装甲はモジュラー装甲を採用している。STANAG 4569レベル4防弾能力に分類されており、すなわち距離200m、弾速911m/sの14.5×114mm徹甲弾に耐えることができる。戦車の底部はV字型車体を採用し、履帯部と車両下部中央が10kgの対戦車地雷に耐えられる。モジュール式のため、装甲は戦車の車体サイズを増やさずにレベル5の防弾能力（距離500m、弾速1258m/sの25mm APDS-Tに耐える）に増強が可能で、正面弧面は30mm弾に耐えられる。 

### 機動力
設計仕様を証明するため、2018年8月7日から16日に動的・機動試験が実施された。戦車はアリソン/キャタピラー X300トランスミッション付のキャタピラー C13ディーゼルエンジン（711hp）を使用している。プロトタイプの試験では、路上速度は78km/hに達し、2mの壕と0.9mの垂直障害物を超過することに成功した。 

### 武器システム
MMWTは生存性強化のためのオプションとして、アセルサンとトルコ科学技術研究会議（TÜBİTAK）の防衛研究開発研究所（SAGE）が共同開発したモジュール式のPULATアクティブ防護システムを統合することができる。これにより、全方位からの投射物に対する防御能力を確保することが可能。 

## 仕様[15]

### 一般
- 乗員：3
- エンジン：ディーゼル
- トランスミッション：全自動

### 武装
- 口径 ：105mmライフル砲
- 弾薬：互換性のある105mm NATO標準弾薬
- 副砲：7.62mmまたは12.7mm機関銃

### 装甲
- 弾道保護 ：STANAG 4569 +モジュラー装甲
- 地雷保護 ：STANAG 4569（試験済）
- アクティブ防護システム ：ASELSAN Pulat（オプション）

### 運動性
- 最高速度：78 km/h
- エンジン出力：711 馬力
- 総重量：32 トン
- 出力重量比：22.2 馬力/トン
- 航続距離：450 km
- 傾斜：60 ％
- 側面傾斜：30 ％
- 超堤能力：0.9 m
- 超壕能力：2 m

## 派生型

### カプランAPC / ハリマウAPC
装甲兵員輸送車型。インドネシアは2024年10月に試作型を発注しており、2026年から部隊評価を開始予定。

## 運用

### 運用予定
- インドネシア：2024年10月時点で18台を保有[13]。第一次注文分の18台は、最初の1台が2020年、残りは2021年内に納入予定とされていたが遅延し、2024年10月2日に納入完了が発表された[17][18][19][13]。

### 潜在的な運用国
- バングラデシュ：2018年9月に関心を表明[20][21]。
- ブルネイ：2018年11月に関心を表明。
- フィリピン：2018年9月に関心を表明。
- ガーナ：2019年11月に関心を表明[22]。

## 参照
1. 1 2  Kable Intelligence Limited (2018年). “Kaplan MT Modern Medium-Weight Tank”. www.army-technology.com. 2018年3月15日時点のオリジナルよりアーカイブ。2018年4月29日閲覧。
2. ↑  “Technical Specifications - FNSS Savunma Sistemleri A.Ş.”. FNSS Savunma Sistemleri A.Ş.. 2018年5月6日時点のオリジナルよりアーカイブ。2018年4月29日閲覧。
3. 1 2  antaranews.com. “Medium Tank Buatan Anak Negeri - ANTARA News” (インドネシア語). Antara News.  オリジナルの2018年9月2日時点におけるアーカイブ。 2018年9月2日閲覧。
4. ↑  “KAPLAN MT - FNSS Savunma Sistemleri A.Ş.”. FNSS Savunma Sistemleri A.Ş.. 2018年4月24日時点のオリジナルよりアーカイブ。2018年4月29日閲覧。
5. ↑  “John Cockerill Defense’s C3105 turret”. 2020年7月18日閲覧。
6. ↑  Indomiliter.com Official Channel (2018-08-10), Hadapi Medan Berat, Medium Tank Pindad Jalani Uji Dinamis 2018年9月2日閲覧。
7. ↑  Gumilang (2016年11月2日). “Industri Pertahanan Akan Teken Kerja Sama di Indo Defence” (Indonesian). CNN Indonesia. 2016年11月4日時点のオリジナルよりアーカイブ。2016年11月2日閲覧。
8. ↑  “Turkey, Indonesia agree to develop medium-weight tank” (2016年5月7日). 2016年11月3日時点のオリジナルよりアーカイブ。2016年11月2日閲覧。
9. ↑  “Light weight, low profile [INDODEF16-D1]”. IHS Jane's 360 (2016年11月1日). 2016年11月2日閲覧。
10. ↑  “FNSS Resmi Perlihatkan Kaplan MT, Prototipe Medium Tank Garapan Bersama PT Pindad – Indomiliter.com” (英語). www.indomiliter.com. 2017年10月4日時点のオリジナルよりアーカイブ。2017年10月4日閲覧。
11. ↑  Dominguez (2018年9月6日). “Kaplan MT ready for mass production, says report”. IHS Jane's 360. 2018年9月6日時点のオリジナルよりアーカイブ。2018年9月7日閲覧。
12. ↑  https://www.armyrecognition.com/february_2020_global_defense_security_army_news_industry/tukish-indonesian_kaplan-harimau_medium_tank_now_in_mass_production.html
13. 1 2 3  “Indonesian military receives more Harimau tanks”. janes.com (2024年10月3日). 2024年10月4日閲覧。
14. ↑  “FNSS Displays PULAT APS for the Kaplan Tank”. IDEF 2019: FNSS displays for the first time Kaplan medium tank fitted with PULAT APS (2019年5月2日). 2019年5月9日時点のオリジナルよりアーカイブ。2020年7月18日閲覧。
15. ↑  “Kaplan MT, Medium Tank FNSS-Pindad (foto) Part 2” (英語). LANCER CELL. (2017年5月10日).  オリジナルの2017年10月4日時点におけるアーカイブ。 2017年10月4日閲覧。
16. 1 2  Ridzwan Rahmat (2025年6月16日). “Indo Defence 2025: Indonesia to begin evaluating first Harimau APC in 2026”. janes.com. 2025年6月17日閲覧。
17. ↑  https://bisnis.tempo.co/read/1195158/kemenhan-pesan-tank-dan-panser-cobra-ke-pt-pindad
18. ↑  “Archived copy”. 2019年3月30日時点のオリジナルよりアーカイブ。2019年7月1日閲覧。
19. ↑  https://www.aa.com.tr/tr/ekonomi/turk-kaplaninin-taliplileri-artiyor/1726200
20. ↑  Dominguez (2018年9月10日). “Philippines, Bangladesh interested in Kaplan MT”. IHS Jane's 360. 2018年9月10日時点のオリジナルよりアーカイブ。2018年9月10日閲覧。
21. ↑  Grevatt (2018年11月8日). “Indo Defence 2018: PT Pindad pursues medium tank exports”. IHS Jane's 360. 2018年11月8日時点のオリジナルよりアーカイブ。2018年11月10日閲覧。
22. ↑  “Ghanaian military interested in equipment from Indonesia’s PT Pindad”. defenceWeb (2019年12月2日). 2020年7月18日閲覧。